# Eupithecia macropterata
Eupithecia macropterata là một loài bướm đêm trong họ Geometridae.